# Salutări cordiale de pe Terra
Salutări cordiale de pe Terra (titlul original: în cehă Srdečný pozdrav ze zeměkoule) este un film de comedie sci-fi cehoslovac, realizat în 1983 de regizorul Oldřich Lipský, protagoniști fiind actorii Milan Lasica, Július Satinský, Jiří Menzel și Naďa Konvalinková.
Aceasta este o parodie evidentă a filmelor SF. Subtextul ecologic al filmului este destul de evident, totul este prezentat spectatorului într-o formă amuzantă, amabilă și plină de umor, ficțiunea este completată de desene animate sau secvențe animate de Vladimír Jiránek. Deși filmul prezintă o temă SF, tema principală a filmului o reprezintă oamenii care experimentează realitatea cehoslovacă a anilor 1980.

## Rezumat
Doi extratereștri (pentru a se deosebi, numiți A și B) aterizează pe planeta Pământ cu o farfurie zburătoare care ia forma unui butoi de bere sau a unui tomberon de gunoi. Scopul misiunii lor intergalactice este de a trimite un mesaj planetei natale despre starea civilizației terestre. Ca obiect experimental, au ales un om de știință nesemnificativ, mediu, Dr. Jansky. Cu bunele lor intenții însă, ambii extratereștri îi vor cauza involuntar o serie de probleme. Inclusiv promițătoarea amantă Jiřinka, îl va împiedica să predea un mesaj șefului și îi va arunca în aer apartamentul. În timp ce dr. Jánský este în pragul unei crize de nervi și caută odihnă într-o rezervație forestieră, extratereștrii își trimit mesajele acasă și ies în stradă pentru a afla despre realizările societății moderne...

## Distribuție
- Milan Lasica – extraterestrul A
- Július Satinský – extraterestrul B
- Jiří Menzel – dr. Jánský
- Naďa Konvalinková – Jiřinka
- Miloš Kopecký – prof. Horowitz
- Luděk Sobota – Vaněrka
- Jiří Lábus – majordomul rezervace
- Jana Břežková – șoferița
- Jaroslava Kretschmerová – závoznice
- Luděk Kopřiva – prof. Janatka
- Karel Augusta – directorul institutului
- Jiří Hálek – managerul autoservirii
- Vladimír Hlavatý – președintele
- Jan Schmid – psihiatrul
- Vladimír Hrabánek – mistrul
- Jiří Kodet – profesorul Richardson
- Vladimír Hrubý – reprezentantul OSN
- Mirko Musil – un om de știință
- Jan Pohan – un om de știință
- Zdeněk Svěrák – un om de știință
- Jiří Lír – profesorul Miler
- Jaroslav Tomsa – profesorul Nowak
- Oldřich Velen – bărbatul cu pahar
- František Kubíček – omul care cumpără rom la automat
- Svatopluk Skládal – hangiul
- Věra Koktová – casiera
- Jaromír Kučera – candidatul
- Miroslav Homola – bărbatul cu ochelari
- Karel Bělohradský – supraveghetor VB (Veřejná bezpečnost / Siguranța publică)